# 前之浜駅
前之浜駅（まえのはまえき）は、鹿児島県鹿児島市喜入前之浜町にある、九州旅客鉄道（JR九州）指宿枕崎線の駅である。

## 歴史

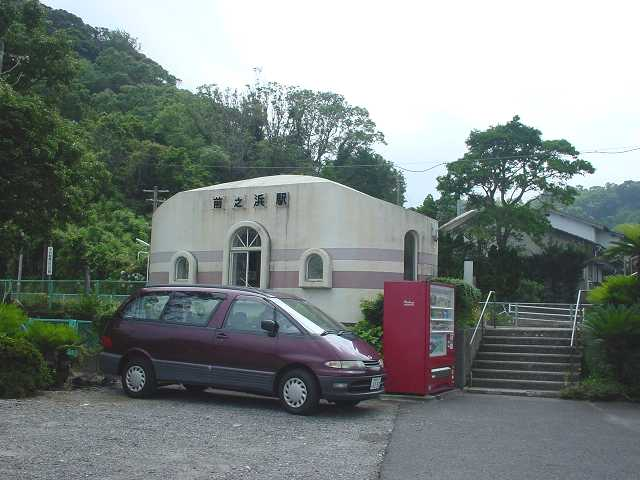
ツタに覆われる前の駅舎（2005年7月）

- 1934年（昭和9年）12月19日：鉄道省指宿線（現・指宿枕崎線）の駅として開設[1]。
- 1962年（昭和37年）8月20日：貨物取扱廃止[1]。
- 1963年（昭和38年）
  - 4月1日：業務委託駅となる（日本観光社に委託）[2]。
  - 10月31日：指宿線が指宿枕崎線へ改称、同線の駅となる[1]
- 1983年（昭和58年）3月8日：指宿枕崎線CTC化に伴い、無人駅化[3]。荷物扱い廃止[4]。
- 1987年（昭和62年）4月1日：国鉄分割民営化に伴い、JR九州の駅となる[1]。

## 駅構造
相対式ホーム2面2線を有する列車交換可能な地上駅。
無人駅。両ホームは跨線橋で連絡している。

### のりば
| 番線 | 路線        | 方向 | 行先                 |
| ---- | ----------- | ---- | -------------------- |
| 1    | ■指宿枕崎線 | 下り | 指宿・枕崎方面       |
| 2    | ■指宿枕崎線 | 上り | 喜入・鹿児島中央方面 |

## 利用状況
- 2015年度の1日平均乗降人員は148人である。

| 年度 | 1日平均 乗車人員 | 1日平均 乗降人員 |
| ---- | ---------------- | ---------------- |
| 2002 | 148              |                  |
| 2003 | 140              |                  |
| 2004 | 129              |                  |
| 2005 | 123              |                  |
| 2006 | 115              |                  |
| 2007 | 106              | 218              |
| 2008 | 109              | 224              |
| 2009 | 109              | 224              |
| 2010 | 98               | 202              |
| 2011 | 95               | 196              |
| 2012 | 84               | 175              |
| 2013 | 79               | 161              |
| 2014 | 71               | 147              |
| 2015 | 71               | 148              |

## 駅周辺
- 国道226号
- 鹿児島市立前之浜小学校
- 貝底橋（明治43年竣工の近代化土木遺産の二重橋）

## 駅周辺の交通
鹿児島交通
- 前之浜駅前
- 前之浜郵便局前

## 隣の駅
九州旅客鉄道（JR九州）
■指宿枕崎線
■快速「なのはな」
通過
■普通
喜入駅 - 前之浜駅 - 生見駅